# Chironia jasminoides
Chironia jasminoides är en gentianaväxtart som beskrevs av Carl von Linné. Chironia jasminoides ingår i släktet Chironia och familjen gentianaväxter. Inga underarter finns listade i Catalogue of Life.